# Ex officio
Ex officio (z łac. „z urzędu”, skróc. ex offo) – działanie na podstawie przysługującej władzy urzędowej, z mocy urzędowego stanowiska i obowiązku.